# Shedrack Kibet Korir

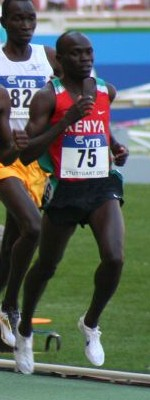
Shedrack Kibet Korir in Stuttgart 2007

Shedrack Kibet Korir (* 12. April 1978 in Kenia) ist ein kenianischer Leichtathlet, der mit dem Gewinn der Bronzemedaille über 1500 Meter bei den Leichtathletik-Weltmeisterschaften 2007 in Osaka seinen bisher größten Erfolg feierte.
Shedrack Korir hat bei einer Größe von 1,70 m ein Wettkampfgewicht von 54 kg.

## Erfolge
| Jahr | Erfolg                                                           |
| ---- | ---------------------------------------------------------------- |
| 2005 | 6. Platz World Athletics Finale (3000 Meter: 7:40,97 Minuten)    |
| 2006 | 5. Platz Hallenweltmeisterschaften (3000 Meter: 7:47,11 Minuten) |
| 2006 | 7. Platz Afrikaspiele (1500 Meter: 3:48,16 Minuten)              |
| 2006 | 5. Platz World Athletics Finale (3000 Meter: 7:40,05 Minuten)    |
| 2006 | 7. Platz World Athletics Finale (1500 Meter: 3:34,34 Minuten)    |
| 2007 | 3. Platz Weltmeisterschaften (1500 Meter: 3:35,04 Minuten)       |

## Persönliche Bestleistungen
| Disziplin       | Leistung         | Datum           | Ort                       |
| --------------- | ---------------- | --------------- | ------------------------- |
| 1500 Meter      | 3:31,18 Minuten  | 13. Juli 2007   | Rom, Italien              |
| 1 Meile         | 3:52,78 Minuten  | 10. Juni 2007   | Eugene, Oregon, USA       |
| 2000 Meter      | 4:56,62 Minuten  | 31. August 2001 | Berlin, Deutschland       |
| 3000-Meter-Lauf | 7:37,50 Minuten  | 31. August 2006 | Zagreb, Kroatien          |
| 2 Meilen        | 8:19,53 Minuten  | 21. August 2005 | Sheffield, Großbritannien |
| 5000 Meter      | 13:09,92 Minuten | 29. Juli 2005   | Oslo, Norwegen            |

## Leistungsentwicklung
| Jahr | 1500 Meter (in Minuten) | 3000 Meter (in Minuten) | 5000 Meter (in Minuten) |
| ---- | ----------------------- | ----------------------- | ----------------------- |
| 2001 | 3:35,16                 | -                       | -                       |
| 2002 | 3:36,32                 | -                       | 13:14,02                |
| 2003 | 3:37,92                 | 7:46,24                 | 13:16,92                |
| 2004 | -                       | -                       | -                       |
| 2005 |                         | 7:39,47                 | 13:09,92                |
| 2006 | 3:31,96                 | 7:37,50                 | -                       |
| 2007 | 3:31,18                 | -                       | -                       |